# Nino Tkheshelashvili
Nino Tkheshelashvili (1874-1956) fue una sufragista y escritora georgiana, especialmente conocida por su activismo en la defensa de los derechos de las mujeres. Fue cofundadora y una de las principales impulsoras en 1909 la Sociedad de Mujeres del Cáucaso (CWS). 

## Trayectoria
Estudió en Moscú y al regresar se involucró en el movimiento iniciado después de la revolución de 1905 cuando reclamaba la participación de las mujeres en la vida cívica y política. Junto a Kato Mikeladze fue una de las activistas sufragistas de Georgia. En 1906 conoció a Mariam Demuria y trabajó como maestra en la escuela dominical que ésta organizó. También publicó cartas académicas y traducciones en la revista Nakadui.  
En 1908, junto con la Unión de Igualdad de Mujeres de Georgia, declaró su solidaridad con el primer congreso de mujeres en Rusia.
Junto a otras 135 mujeres fundaron en 1909 la Sociedad de Mujeres del Cáucaso (CWS) que exigía el derecho al voto de las mujeres y denunciaba la situación de las mujeres que ejercían la prostitución. También estableció el club de mujeres trabajadoras. Tkheshelashvili fue una de sus principales impulsoras. La organización se reunió para discutir asuntos de igualdad de género en Georgia.  
En uno de sus textos Tkheshelashvili denuncia las dificultades de las mujeres para hablar en reuniones políticas públicas y la limitación de la participación política de las mujeres entre las listas de los candidatos del partido. Los mencheviques consideraban que no tenían "mujeres preparadas".
Se hizo conocida en el juicio falso público "El juicio de Kristina", que se realizó en teatros públicos.
En su biografía publicada en los años 90 del siglo XX se recupera su memoria y es mencionada como escritora y "figura de la cultura nacional georgiana" sin embargo sus ideas feministas fueron olvidadas o fueron consideradas secundarias para los historiadoras.
En 1919 el Partido Comunista fundó el Jenotdel, el Departamento de mujeres trabadoras y campesinas, creado por Aleksandra Kolontái sin embargo en ella no se incluía la línea de considerar a las mujeres como sujeto político y a menudo, según algunas analistas a menudo ignoraban las necesidades de las mujeres reales.